# Hromadnik
Der Hromadnik (auch Döhlener Berg) ist ein 508,1 m ü. NHN hoher Berg in der Oberlausitz. 

## Entstehung des Namens

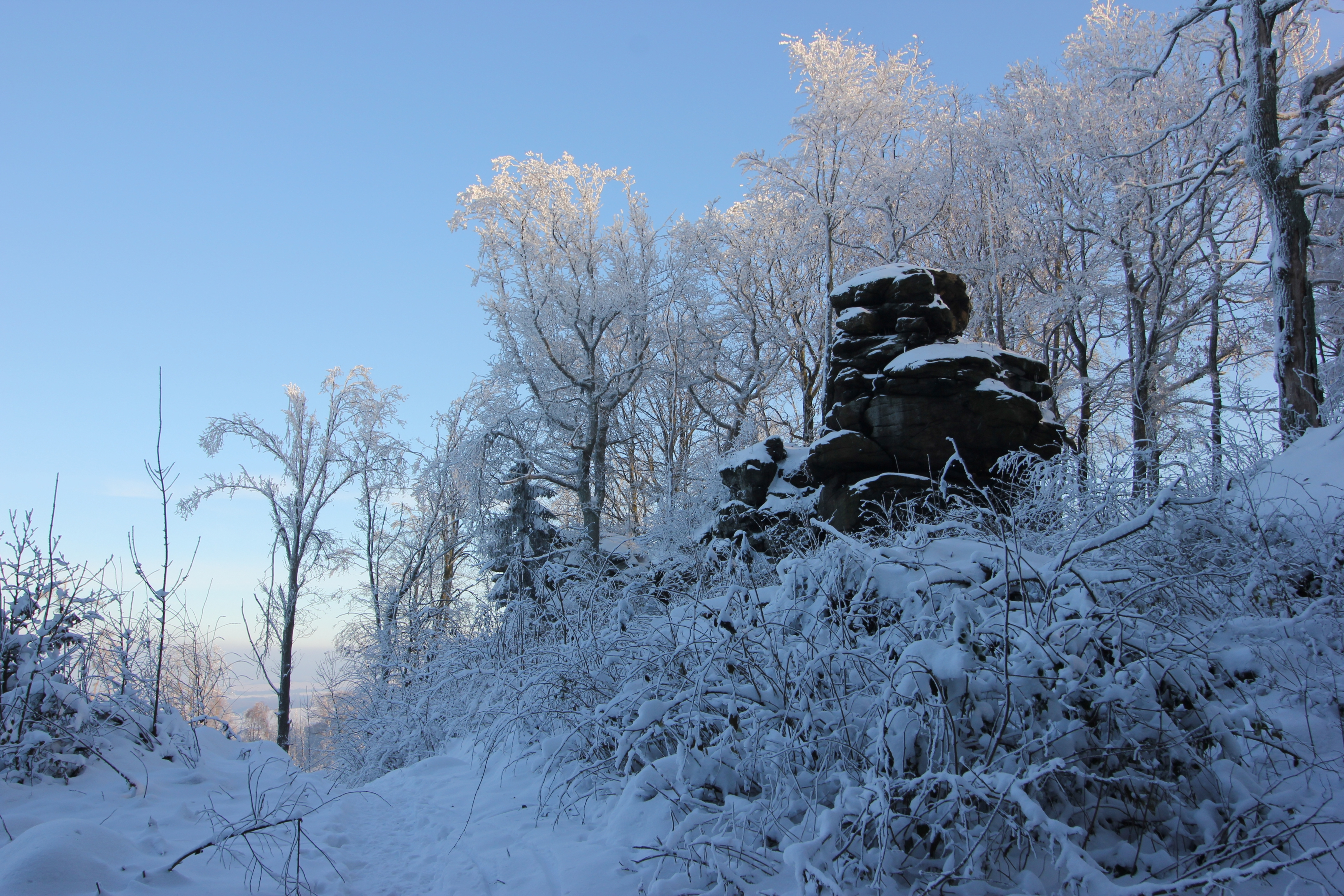
Felsturm auf dem Gipfel

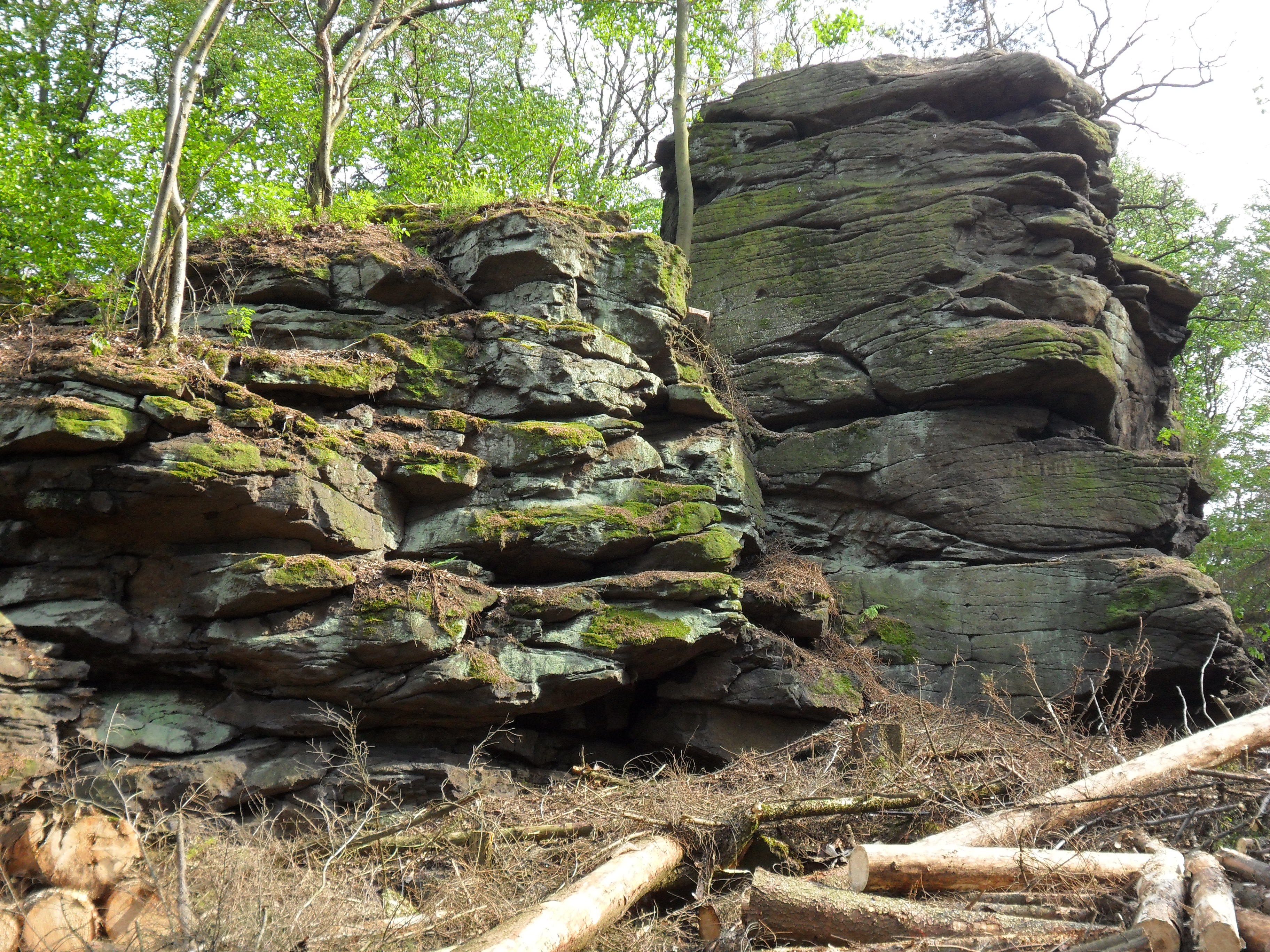
Etwa zehn Meter hohe Felsformation auf dem Gipfel des Hromadnik

Der Name Hromadnik stammt aus dem Sorbischen und ist die Bezeichnung für einen Versammlungsort (vgl. hromadźe = „zusammen, gemeinsam“) oder den Gemeindewald der Bauern.

## Lage und Umgebung
Der 9 km südöstlich von Bautzen gelegene Berg bildet den westlichen Abschluss des Czornebohmassivs. Nördlich befinden sich die Orte Rachlau, Döhlen, Pielitz und Großkunitz. Westlich liegt das Dorf Cosul, dazwischen führt die Landstraße von Bautzen nach Cunewalde über den Schönberger Pass am Berg vorbei. Nach Süden hin liegt das Cunewalder Tal mit den Orten Schönberg und Frühlingsberg.

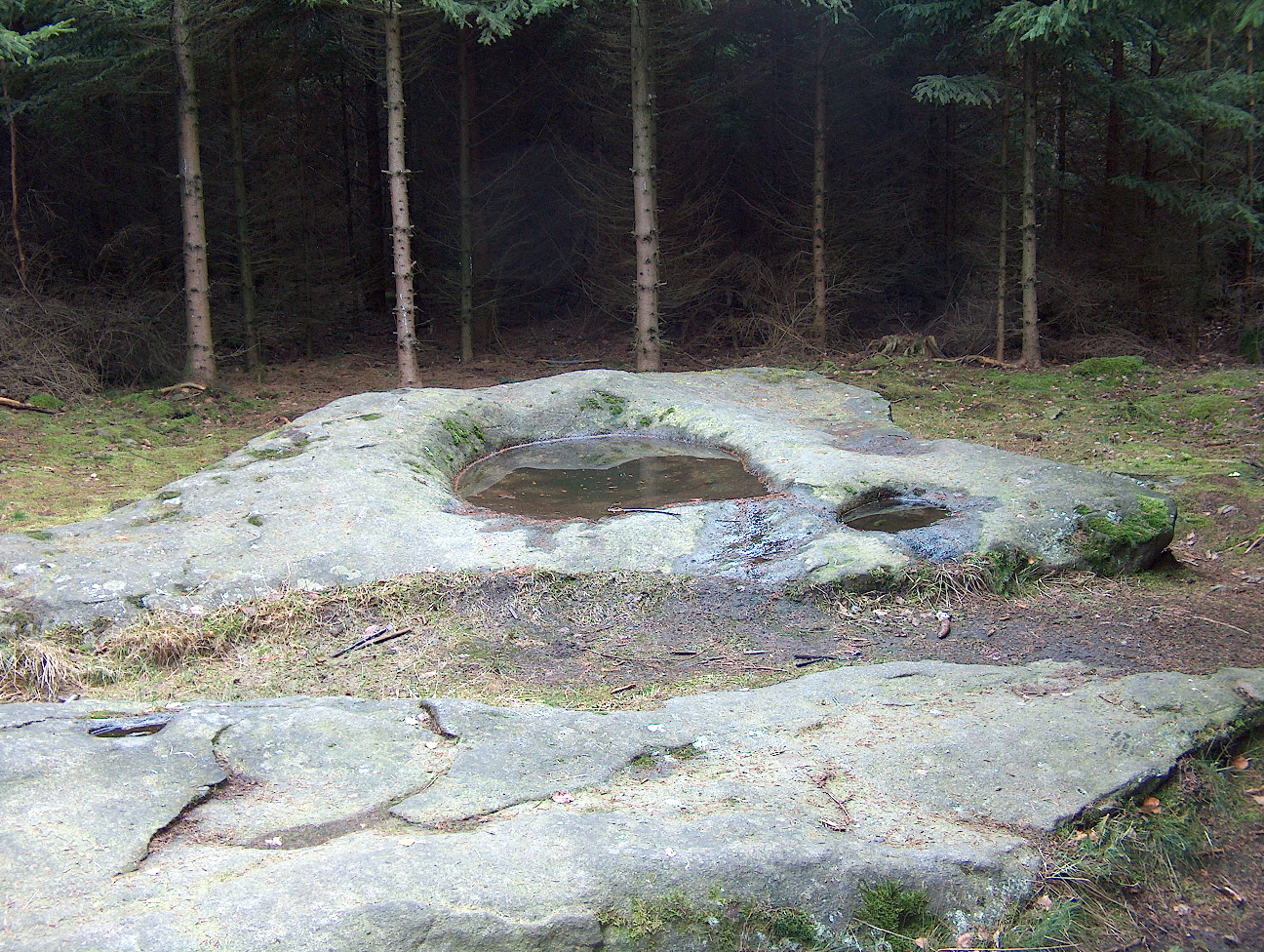
Opferbecken zwischen Hromadnik und Czorneboh

Der Hromadnik ist Teil von verschiedenen Sagen, die sich um das Czornebohmassiv ranken. Dabei spielt auch das Opferbecken zwischen Döhlener Berg und Czorneboh eine Rolle, bei dem es sich um eine für die Gegend typische Auswaschung des Granodioritgesteins handelt. Eine weitere Vertiefung wird als Roßtrappe bezeichnet. Auf dem Gipfel des überwiegend bewaldeten Berges befinden sich Felsklippen, die auch zum Klettern genutzt werden.
Vor allem an den westlichen Ausläufern erfolgte in der Vergangenheit Gesteinsabbau, davon zeugen zahlreiche kleinere Brüche, die teilweise mit Wasser gefüllt sind. Von diesen Steinbrüchen führte in den 1930er und 1940er Jahren eine Feldbahn auf einer neunhundert Meter langen Trasse in westliche Richtung bis zur Schönberger Passstraße.
Wegen seiner Lage zwischen Cunewalder und dem Spreetal ist der Berg niederschlagsreich und ein Quellgebiet. Am Berg entspringt das nach Cunewalde fließende Butterwasser.
Über den Hromadnik und die Czornebohkette verläuft der Wanderweg der Deutschen Einheit von Görlitz nach Aachen.